# Girl, Interrupted (episodio de The Tomorrow People)
Girl, Interrupted es el tercer episodio de la primera temporada de la serie estadounidense de drama y ciencia ficción, The Tomorrow People. El episodio fue escrito por Micah Schraft y Pam Veasey y dirigido por Danny Cannon. Será estrenado el 23 de octubre de 2013 en Estados Unidos por la cadena The CW.
Astrid invita a Stephen a una fiesta y él acepta de mala gana. Ahí, el chico se entera de que uno de sus compañeros de clase está en peligro, por lo que pide ayuda a John y Cara, quienes le dejan en claro que ellos no ayudan a los humanos. Más tarde, los intentos de Stephen por reclutar la ayuda de Cara hacen que los traumas de su pasado resurjan. Finalmente, John trata de convencer a Stephen de infiltrarse en la computadora principal de Ultra para tener una ventaja.

## Argumento
Stephen se encuentra en una fiesta a la que asistió por insistencia de Astrid, quien trata de hacer que se reincorpore a su grupo de amigos. Ahí, Stephen se encuentra con Emily, una chica que es considerada rara por el resto de los jóvenes. Al irse, Stephen escucha accidentalmente los pensamientos de Emily y descubre que la chica está planeando suicidarse dentro de cuarenta y ocho horas. Preocupado porque lo que escuchó sea verdad, Stephen se dirige a Cara y John por ayuda, pero ellos le dicen que no pueden salvar a los humanos si están tratando de proteger a su propia especie. John se va y Stephen intenta convencer a Cara pero ella continúa negándose, aunque el chico la nota distraída.
En un flashback se revela que Cara era sorda antes de la manifestación de sus poderes. Cara asistió al baile de su escuela y es cortejada por Tyler Miller. Más tarde, Tyler le pide a Cara que abandonen el baile y la lleva en su coche a un lugar solitario, donde comienzan a besarse. Tyler intenta propasarse y Cara se niega y baja del vehículo, tratando de alejarse ya que Tyler la persigue. Pronto, el chico le da alcance e intenta abusar sexualmente de ella. La chica se defiende y en ese momento sus poderes se manifiestan, enviando a Tyler por los aires varios metros. Cara comienza a escuchar de repente, por lo que se aturde y se desmaya. Más tarde Dennis, el padre de Cara aparece en la estación de policía, donde la chica está detenida por el asesinato de Tyler. Dennis le asegura a Cara que todo saldrá bien. Sin embargo, la chica es llevada a los separos en donde, gracias a su nerviosismo, logra teletransportarse hasta afuera de su casa, en donde le revela a su padre que puede escuchar. Dennis se alegra por eso, pero pensando en el futuro de su hija, le dice que no puede quedarse, ya que su repentina recuperación de la audición puede resultar peligroso, sobre todo porque Tyler era hijo de una persona muy poderosa por lo que le aconseja que se vaya lejos y nunca vuelva. Confundida por las palabras de su padre, Cara huye del lugar.
En el presente, John trata de hacer sentir mejor a Cara, ya que sabe que la fecha de aniversario de lo ocurrido está próxima y esa es la razón por la cual Cara está distraída. Por otra parte, Stephen sigue a Emily por la escuela tratando de impedir que logre su cometido y escucha una serie de números repitiéndose en la mente de la chica, pero es descubierto por Astrid, quien lo cuestiona sobre sus acciones. Stephen le dice que está preocupado por Emily ya que la escuchó hablando con su psicólogo acerca del suicidio, entonces Astrid decide ayudarlo a averiguar que pasa. Astrid concreta una cita con Emily y Stephen, queriendo hablar sobre sus problemas, Stephen le revela que sabe de sus planes y Astrid completa diciendo que la escuchó mientras estaba en su sesión, Emily se molesta ya que revela que no ha asistido a sus sesiones en por lo menos un año y se va.
John le pide a Stephen que trate de infiltrar un dispositivo al servidor central de Ultra, con el cual TIM tendrá acceso a la base de datos y así podrán adelantarse a Jedikiah cuando los poderes de algún chico se manifiesten, evitando que sea capturado o asesinado. Stephen acepta y Cara le dice que ella lo guiará desde el exterior para que no sea descubierto. Stephen pide a TIM que busque el significado de los números que escuchó en la mente de Emily pero la computadora le dice que podrían significar muchas cosas por lo que podría llevarle tiempo.
Stephen entra a Ultra guiado por Cara, quien se encuentra en una cafetería cercana. Stephen logra llegar hasta servidor y conecta el dispositivo pero pierde la conexión con Cara, quien sufre un ataque de pánico lo que le provoca que sus poderes se salgan de control y se aleja del lugar. Mientras tanto, Stephen es descubierto por Jedikiah, quien finge creer el pretexto de Stephen de estarlo buscando. Más tarde, Jedikiah ordena revisar el servidor para detectar cualquier anomalía. En el refugio, Stephen se hace presente y cubre la distracción de Cara ante John, diciendo que todo salió perfecto. Cuando se quedan solos, Stephen cuestiona a Cara sobre lo ocurrido y la chica le responde que sólo ha sido una distracción y le ofrece una disculpa.
Más tarde, TIM obtiene un posible caso de manifestación de poderes por lo que Cara, John y Russell van en busca de la chica tratando de anticiparse a Ultra. Cuando llegan al lugar, descubren que se trata de una trampa de Jedikiah y la chica es en realidad Darcy Nichols, la compañera de Stephen. Más agentes de Ultra aparecen y se inicia una pelea, Cara es tomada por Darcy y llevada a Ultra. John y Russell regresan al refugio y ponen al tanto a Stephen, quien llega a Ultra y trata de convencer a su tío de dejar a Cara libre. Jedikiah se niega y le dice que asesinará a la chica, entonces Stephen le propone que la despoje de sus poderes, ya que así la convertirá en algo que John odia. Jedikiah acepta y da instrucciones a Darcy pero Stephen le pide que lo deje hacerlo él mismo. Sorprendido, Jedikiah acepta pero le dice que lo vigilará para que no pueda engañarlo. Stephen entra a la habitación donde Cara permanece cautiva y le inyecta una sustancia, Cara comienza a convulsionar y Jedikiah se nota satisfecho. De regreso al refugio, se revela que Stephen fue capaz de detener el tiempo para cambiar la sustancia que debía inyectarle a Cara, confirmando así que la chica conserva sus poderes.
Tras lo ocurrido, Stephen convence a John y Cara de ayudarlo a salvar a Emily, pues ha descubierto que los números en su mente eran los horarios de trenes, pues desea suicidarse de la misma forma en la que su hermana menor murió tiempo atrás y por lo que se siente responsable. Stephen, Cara y John llegan en el momento en el que el tren está por llegar y Emily ha estacionado su auto justo en medio de las vías. Cara se ofrece a hablar con ella para no exponer los poderes de Stephen. Cara entra al auto y habla con Emily, convenciéndola de que ella no es la culpable de lo que ocurrió con su hermana, logrando que Emily salga del camino del tren. Cara regresa con John y Stephen, los dos primeros se teletransportan mientras el último sigue mirando a la chica en el auto.
Finalmente, Stephen se teletransporta pero es visto por Astrid. Cara le agradece a Stephen lo que ha hecho por ella en Ultra y le permite ver los recuerdos sobre la fecha. Poco después, Stephen entra a su habitación en donde Astrid lo espera y lo cuestiona sobre lo ocurrido en las vías del tren. Stephen lo niega y la chica le advierte que llegará hasta las últimas consecuencias para averiguar lo que es en realidad y se va.

## Elenco
- Robbie Amell como Stephen Jameson.
- Peyton List como Cara Coburn.
- Luke Mitchell como John Young.
- Aaron Yoo como Russell Kwon.
- Madeleine Mantock como Astrid Finch.
- Mark Pellegrino como el Dr. Jedikiah Price.

## Continuidad
- El episodio marca la primera aparición de Dennis Coburn y Tyler Miller vía flashback.

- Se revela que Tyler Miller fue asesinado accidentalmente por Cara.

- El episodio también marca la primera aparición de Emily.
- Este es un episodio centrado en Cara.
- En este episodio se revela que Cara era sorda antes de que sus poderes se manifestaran.
- En este episodio se revela que el nombre de la compañera de Stephen es Darcy Nichols.
- Los chicos del mañana logran infiltrarse en Ultra pero son descubiertos por Jedikiah.
- Stephen logra engañar a Jedikiah, quien cree que Cara ha perdido sus poderes.
- Astrid descubre que Stephen puede teletransportarse.

## Banda sonora[3]
| N.º | Intérprete                      | Título               | Álbum         |
| --- | ------------------------------- | -------------------- | ------------- |
| 1   | The Melismatics                 | Divided Devotions    | Mania!        |
| 2   | The Cold Start                  | Dance the Night Away |               |
| 3   | Robin Thicke ft. Kendrick Lamar | Give It 2 U          | Blurred Lines |
| 4   | Metro Station                   | Shake It             | Metro Station |

## Casting
El 8 de agosto de 2013, se dio a conocer que Al Sapienza fue contratado para interpretar a Dennis Coburn, el padre de Cara.

## Recepción

### Recepción de la crítica
Amanda Beth de Seriable.com le dio al episodio una crítica mixta comentando como puntos fuertes el desarrollo de los personajes "sobre todo en lo que respecta a Cara. Para una serie con un elemento tan visto, conocer y entender mejor a los personajes es importante" y señalando como puntos negativos la reacción de Astrid "su mejor amigo le dice que él no está loco, sino que posee super poderes. No le cree. Entonces lo ve usando uno de ellos y las primeras palabras que salieron de su boca fueron ¿Tienes algo que decirme? Falla épica". Además, señala: "Con cada episodio que pasa, se hace más evidente que son la creación de un triángulo amoroso John/Cara/Stephen. Me encuentro bastante indiferente a ambas posibilidades" y finaliza diciendo: "Me parece buena la aclaración que hace sobre el asunto de no poder asesinar a la gente en los chicos. No pueden matar a nadie intencionalmente, pero es posible hacer algo en defensa propia, que resulte en la muerte de alguien".
Jim McMahon, de IGN calificó al episodio como bueno y le otorgó una puntuación de 7.2, comentando: "Este tercer episodio despliega un crecimiento real de la serie y espero que señale el camino para la temporada que viene.  Todavía está la rutina de tener a Stephen encontrando un problema, discutir con John y Cara acerca de si se le permite ayudar y tener la secuencia de andar husmeando a escondidas en Ultra, pero afortunadamente nos dieron un poco más, ya que el pasado de Cara tomó el centro del escenario y acercaron a Astrid más a la acción. Presentarnos un caso de la semana proporciona un agradable descanso de la historia Ultra y es lógico pensar que su capacidad telepática podría llevar a nuestros héroes por algunos caminos interesantes. Lo tomo como una buena señal de que la tercera salida es la mejor".

### Recepción del público
En Estados Unidos, Girl, Interrupted fue visto por 1.92 millones de espectadores, recibiendo 0.7 millones de espectadores entre los 18 y 49 años, de acuerdo con Nielsen Media Research.